# Liste der Monuments historiques in Porspoder
Die Liste der Monuments historiques in Porspoder führt die Monuments historiques in der französischen Gemeinde Porspoder auf.

## Liste der Bauwerke
| Bezeichnung                            | Beschreibung | Standort                        | Kennzeichnung | Schutzstatus | Datum     | Bild           |
| -------------------------------------- | ------------ | ------------------------------- | ------------- | ------------ | --------- | -------------- |
| Steinreihe von Saint-Denec             |              | (Lage)                          | PA00090300    | Classé       | 1923      | weitere Bilder |
| Steinreihe von Traonigou               |              | Route de Saint-Ourzal (Lage)    | PA00090299    | Classé       | 1921 1923 | weitere Bilder |
| Cromlech Pors-an-Toullou und Ar-Verret |              | Presqu'île Saint-Laurent (Lage) | PA00090301    | Classé       | 1923      | weitere Bilder |
| Dolmen von Beg-ar-Vir                  |              | Presqu'île Saint-Laurent (Lage) | PA00090302    | Classé       | 1923      |                |
| Dolmen von Kerivoret                   |              | Route de Prat Joulou (Lage)     | PA00090304    | Classé       | 1923      | weitere Bilder |
| Dolmen von Mezou Poulyot               |              | (Lage)                          | PA00090303    | Classé       | 1923      | weitere Bilder |
| Großer Menhir                          |              | Île Melon (Lage)                | PA00090309    | Classé       | 1921      | weitere Bilder |
| Menhir von Calès                       |              | (Lage)                          | PA00090305    | Classé       | 1921      | weitere Bilder |
| Menhir von Kerhouézel                  |              | Route du Créac’h (Lage)         | PA00090306    | Classé       | 1921      | weitere Bilder |
| Menhir von Saint-Ourzal                |              | (Lage)                          | PA00090308    | Classé       | 1921      |                |
| Menhire von Mesdoun                    | zwei Menhire | (Lage)                          | PA00090307    | Classé       | 1923      | weitere Bilder |
| Phare du Chenal du Four (Leuchtturm)   |              | (Lage)                          | PA29000088    | Classé       | 2017      | weitere Bilder |

## Liste der Objekte
- Monuments historiques (Objekte) in Porspoder in der Base Palissy des französischen Kultusministeriums